# Žutica
Žutica (lat. icterus) je žućkasta prebojenost kože, membrana vežnjače (konjunktive) preko beonjača, i drugih vidljivih sluzokoža izazvana hiperbilirubinemijom ili povišenim nivoima bilirubina u krvi. Hiperbilirubinemija naknadno izaziva i povišenje nivoa bilirubina u ekstracelularnoj tečnosti, mokraći i stolici. Tipično koncentracija bilirubina u plazmi mora da bude iznad 1.5 / (>26µ/), ili tri puta veća od normalne vrednosti koja je približno 0,5 mg/dL, da bi obojenost postala vidljiva. U zavisnosti od lokalizacije patološkog procesa (u odnosu na jetru), koji remeti normalni fiziološki metabolizam bilirubina žutica se deli na prehepatičnu, hepatičnu i posthepatičnu.
Žutica se često viđa kod oboljenja jetre kao što su: opstrukcija žučnih puteva, hepatitis, ciroza jetre ili rak jetre, tumori duodenuma, hemolitička anemija itd. Zato je ikterus jedan od važnih simptoma u dijagnostici opstrukcije bilijarnog trakta, na primer kod žučnog kamenca ili raka gušterače. Kod pojedinih osoba može se javiti i tzv Dabin Džonsova žutica izazvana kongenitalnom (uređanom) hiperbilirubinemijom.

## Šta je žutica?
Žutica nije bolest već jedan od kliničkih znakova koji da se može pojaviti u mnogim različitim bolestima. Žutica je žućkasta prebojenost kože beonjače i drugih vidljivih sluzokoža, u nekim zaraznim, nezaraznim i malignim bolestima, koje za posledicu imaju pojavu visokog nivoa bilirubina u krvi. Boja kože i beonjača varira u zavisnosti od nivoa bilirubina u krvi. Kada je nivo bilirubina blago povišen, žuticu karakteriše žućkasta boja koža. Kada je nivo bilirubin jako visok, prebojenost kože ima tendenciju prelaska u braon boju.

## Patofiziologija
Žutica se javlja kada u organizmu nastane jeden od sledećih patoloških poremećaja u metabolizmu bilirubina ;
- Uvećana produkcija bilirubina u krvi koji jetra nije u stanju da pravovremeno ukloni iz krvne plazme, (npr, kod pacijenta sa hemolitičkom anemijom kod kojih se zbog abnormalno velike brzine uništavanja sopstvenih crvenih krvnih ćelija (eritrocita) oslobađa velike količine bilirubina u krvi
- Nedostaci u funkcijama ćelija jetre, koji sprečavaju pravovremeno uklanjanje bilirubina iz krvi, pretvaranjem bilirubina u glukuronsku kiselinu (kougacija) ili njegovim izlučivanjem putem žuči
- Blokada žučnih puteva, koja smanjuje protok žuči i bilirubina iz jetre u creva.Npr, žučni putevi mogu biti blokirani intraduktalnom opstrukcijom (npr. kamen u žučnim putevima ili zapaljenje žučne kese i žučnih kanala) ili ekstraduktalnim procesima koji mehanički pritiskaju žučne puteve i blokiraju protok žuči (npr, tumori, hematomi, ciste, zapaljenski procesi)

Smanjena kougacija, izlučivanje, odnosno zastoj u protoku žuči kroz žučne puteve koje može dovesti do žutice naziva se holestaza. Međutim, holestaza ne mora uvek biti praćena i žuticom.

## Literatura
- Guyton, Arthur; Hall, John (2005). Textbook of Medical Physiology. Saunders. ISBN 978-0-7216-0240-0.

## Spoljašnje veze
- Fondacija za dečje oboljenje jetre
- Pregled bolesti Архивирано на веб-сајту  (25. март 2010)

|  | Molimo Vas, obratite pažnju na važno upozorenje u vezi sa temama iz oblasti medicine (zdravlja). |